# Alejandro Sabella
Alejandro Javier Sabella, född 5 november 1954 i Buenos Aires, död 8 december 2020 i Buenos Aires, var en argentinsk fotbollstränare och spelare. Han var förbundskapten för Argentinas herrlandslag i fotboll mellan 2011 och 2014. Han tog Argentina till VM-finalen 2014 där de ställdes mot Tyskland, men blev besegrade med 0-1.